# Whymperia cryptoides
Whymperia cryptoides är en stekelart som först beskrevs av Maximilian Spinola 1851.  Whymperia cryptoides ingår i släktet Whymperia och familjen brokparasitsteklar. Inga underarter finns listade i Catalogue of Life.